# Durgapur Steel Plant Airport
Durgapur Steel Plant Airport är en flygplats i Indien.   Den ligger i distriktet Barddhamān och delstaten Västbengalen, i den östra delen av landet, 1 200 km sydost om huvudstaden New Delhi. Durgapur Steel Plant Airport ligger 86 meter över havet.
Terrängen runt Durgapur Steel Plant Airport är platt, och sluttar österut. Runt Durgapur Steel Plant Airport är det tätbefolkat, med 913 invånare per kvadratkilometer. Närmaste större samhälle är Durgapur, 8,1 km söder om Durgapur Steel Plant Airport. Runt Durgapur Steel Plant Airport är det i huvudsak tätbebyggt.